# Filippo di Sassonia-Coburgo-Koháry
Filippo di Sassonia-Coburgo-Gotha-Koháry (nome completo Ferdinando Filippo Maria Augusto Raffaello di Sassonia-Coburgo-Gotha) (Parigi, 28 marzo 1844 – Coburgo, 4 luglio 1921) fu principe di Sassonia-Coburgo-Gotha.

## Biografia

### Infanzia

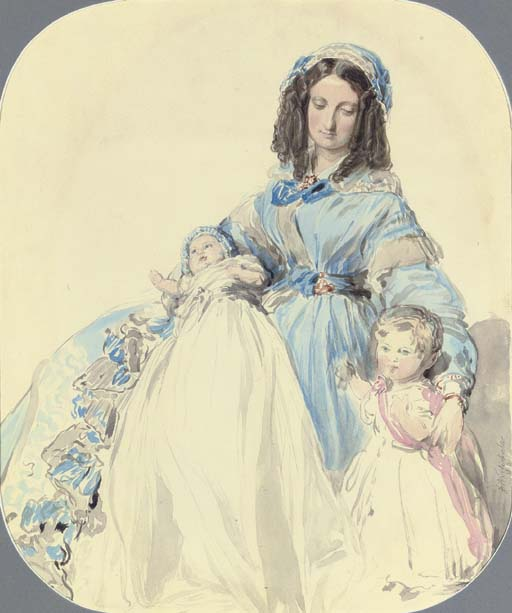
Clementina d'Orléans coi figli Filippo e Luigi Augusto, ritratti da Franz Xaver Winterhalter

Nato nel Palazzo delle Tuileries, Filippo era il figlio maggiore del principe Augusto di Sassonia-Coburgo-Koháry, e di sua moglie, la principessa Clementina d'Orléans. Fratello maggiore del re Ferdinando I di Bulgaria, egli era imparentato, per linea paterna, con le famiglie reali del Belgio, del Portogallo e del Regno Unito.

I suoi nonni paterni erano il principe Ferdinando di Sassonia-Coburgo-Koháry (1785-1851) e Maria Antonia di Koháry; quelli materni il re dei francesi Luigi Filippo d'Orléans e la regina Maria Amalia di Borbone-Due Sicilie.

### Carriera militare

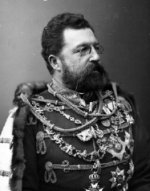
Filippo in uniforme fotografato nel 1875

Nel 1870 divenne un maggiore nell'esercito ungherese. Fu anche uno stretto confidente di suo cognato, il principe ereditario Rodolfo.

### Matrimonio

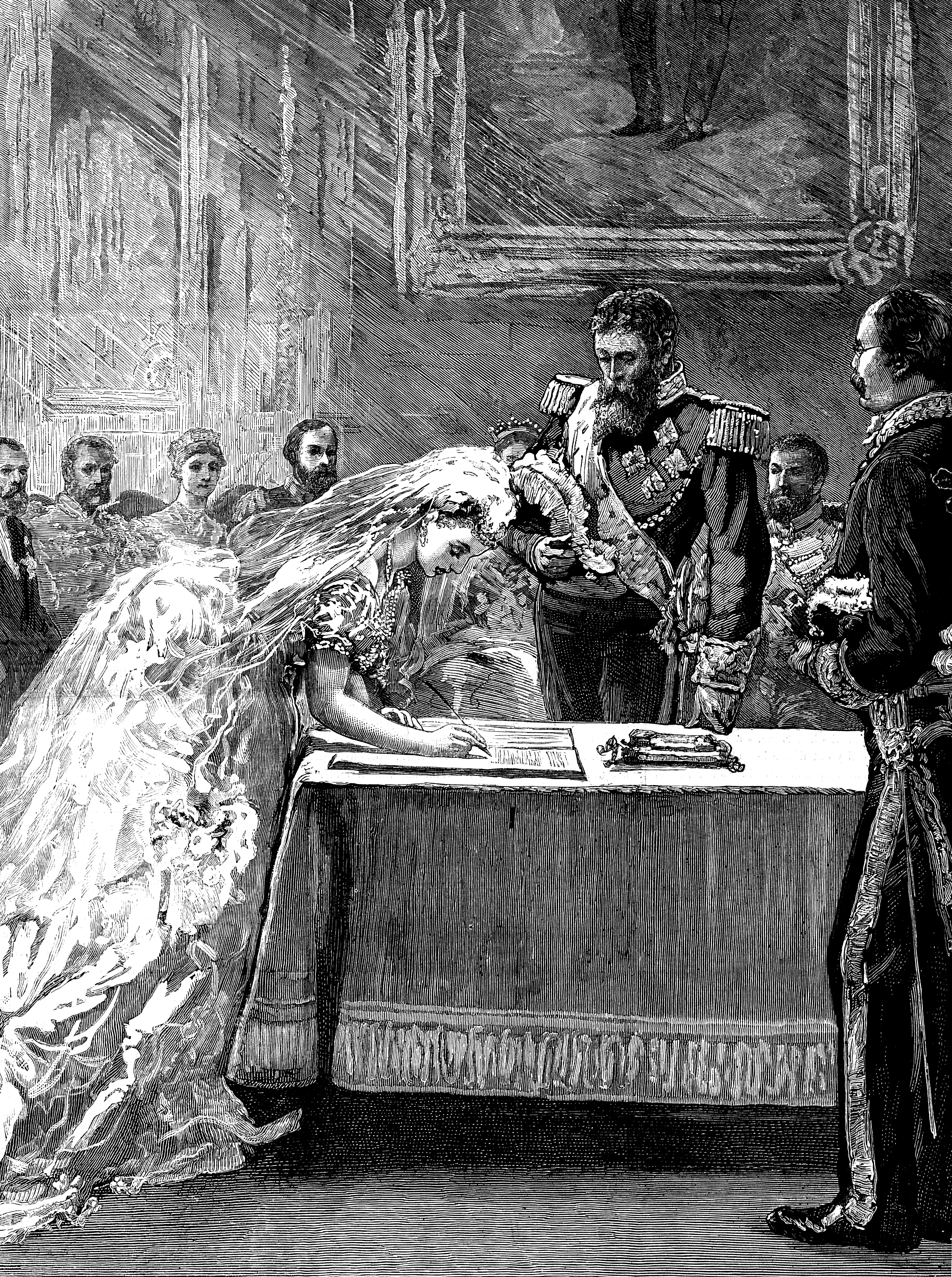
Il matrimonio di Filippo e di Luisa Maria del Belgio, avvenuto il 4 febbraio 1875

Sposò, il 4 febbraio 1875 a Bruxelles, la cugina Luisa Maria del Belgio (1858-1924), figlia primogenita del re dei belgi Leopoldo II e della regina Maria Enrichetta d'Asburgo-Lorena.
Il matrimonio si rivelò disastroso tanto che Luisa lasciò il marito nel 1896. Il matrimonio terminò con un divorzio il 15 gennaio 1906, a causa delle relazioni extramatrimoniali di Luisa Maria in particolare con il marchese Géza di Mattachich-Keglevich (1867-1923), con il quale Filippo aveva duellato su ordine dell'imperatore Francesco Giuseppe I.

### Morte

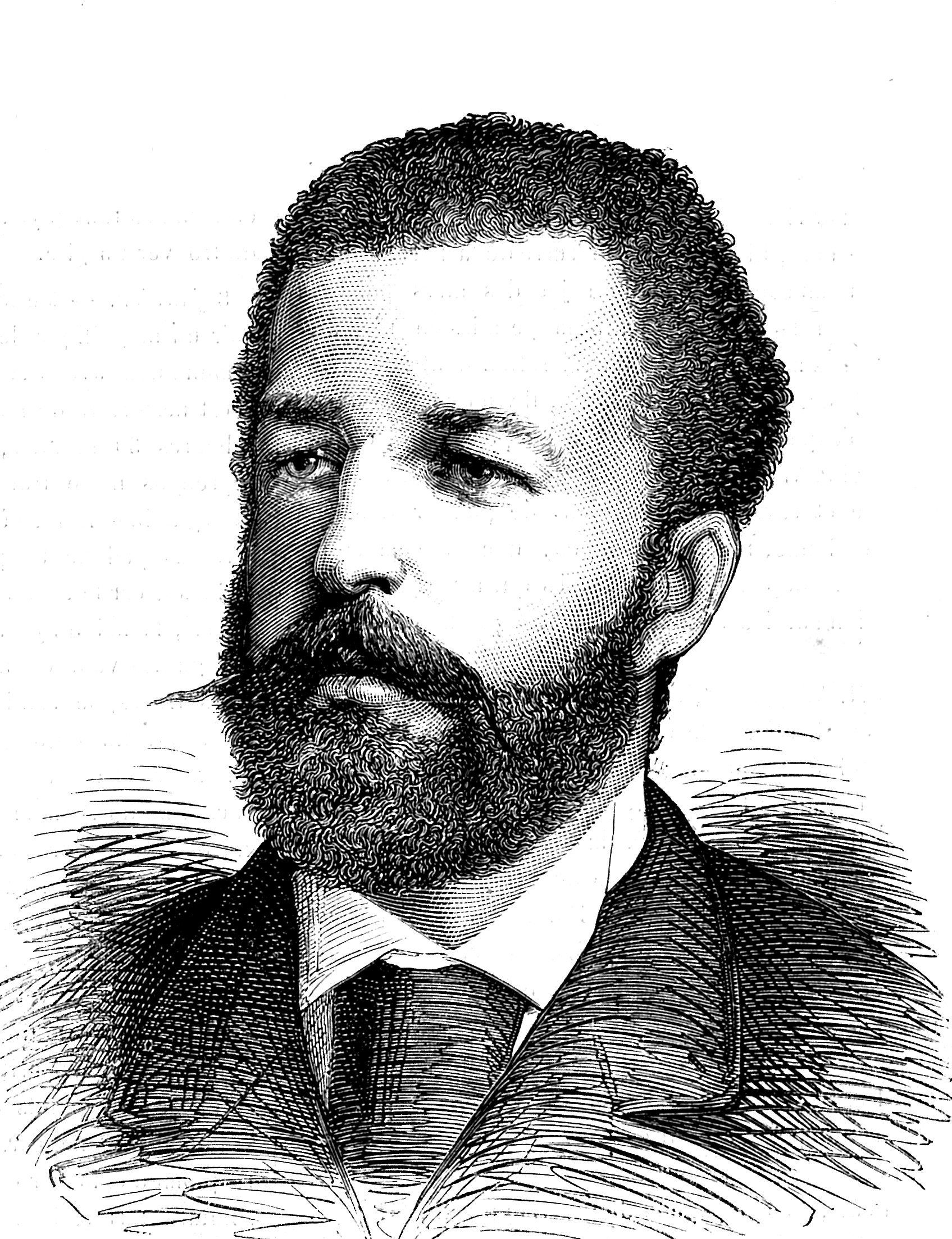
Il principe Filippo di Sassonia-Coburgo-Gotha

Filippo trascorse i suoi ultimi anni nel castello di Bürlaß, a Coburgo. Morì il 4 luglio 1921. Fu sepolto nella cripta Koháry nella chiesa di Sant'Agostino a Coburgo.

## Discendenza
Dal matrimoni tra Filippo e Luisa Maria del Belgio nacquero due figli:
- Leopoldo Clemente Filippo Augusto Maria (19 luglio 1878-27 aprile 1916);
- Dorotea Maria Enrichetta Augusta Luisa (30 aprile 1881-21 gennaio 1967), sposò il duca Ernesto Gunther di Schleswig-Holstein-Sonderburg-Augustenburg.

## Ascendenza
|                                                 |                                  |                                             | Genitori                                            |  |  | Nonni |  |  | Bisnonni                                     |  |  | Trisnonni                                           |  |
|                                                 |                                  |                                             |                                                     |  |  |       |  |  | Francesco, Duca di Sassonia-Coburgo-Saalfeld |  |  | Ernesto Federico, Duca di Sassonia-Coburgo-Saalfeld |  |
|                                                 |                                  |                                             |                                                     |  |  |       |  |  | Francesco, Duca di Sassonia-Coburgo-Saalfeld |  |  | Ernesto Federico, Duca di Sassonia-Coburgo-Saalfeld |  |
|                                                 |                                  | Sofia Antonia di Brunswick-Wolfenbüttel     |                                                     |  |  |       |  |  | Francesco, Duca di Sassonia-Coburgo-Saalfeld |  |  |                                                     |  |
| Principe Ferdinando di Sassonia-Coburgo e Gotha |                                  |                                             |                                                     |  |  |       |  |  | Francesco, Duca di Sassonia-Coburgo-Saalfeld |  |  |                                                     |  |
|                                                 |                                  | Augusta di Reuss-Ebersdorf                  | Enrico XXIV, Conte Reuss di Ebersdorf               |  |  |       |  |  |                                              |  |  |                                                     |  |
|                                                 |                                  | Augusta di Reuss-Ebersdorf                  | Enrico XXIV, Conte Reuss di Ebersdorf               |  |  |       |  |  |                                              |  |  |                                                     |  |
|                                                 |                                  | Augusta di Reuss-Ebersdorf                  | Carolina Ernestina di Erbach-Schönberg              |  |  |       |  |  |                                              |  |  |                                                     |  |
| Principe Augusto di Sassonia-Coburgo e Gotha    |                                  | Augusta di Reuss-Ebersdorf                  |                                                     |  |  |       |  |  |                                              |  |  |                                                     |  |
|                                                 |                                  | Ferenc József di Koháry                     | Ignaz Koháry de Csábrág                             |  |  |       |  |  |                                              |  |  |                                                     |  |
|                                                 |                                  | Ferenc József di Koháry                     | Ignaz Koháry de Csábrág                             |  |  |       |  |  |                                              |  |  |                                                     |  |
|                                                 |                                  | Ferenc József di Koháry                     | Maria Anna von Cavriani                             |  |  |       |  |  |                                              |  |  |                                                     |  |
| Maria Antonia di Koháry                         |                                  | Ferenc József di Koháry                     |                                                     |  |  |       |  |  |                                              |  |  |                                                     |  |
|                                                 |                                  | Maria Antonia di Waldstein-Wartenberg       | Giorgio Cristiano, Conte di Waldstein-Wartenberg    |  |  |       |  |  |                                              |  |  |                                                     |  |
|                                                 |                                  | Maria Antonia di Waldstein-Wartenberg       | Giorgio Cristiano, Conte di Waldstein-Wartenberg    |  |  |       |  |  |                                              |  |  |                                                     |  |
|                                                 |                                  | Maria Antonia di Waldstein-Wartenberg       | Contessa Elisabeth Ulfeldt                          |  |  |       |  |  |                                              |  |  |                                                     |  |
| Principe Filippo di Sassonia-Coburgo e Gotha    |                                  | Maria Antonia di Waldstein-Wartenberg       |                                                     |  |  |       |  |  |                                              |  |  |                                                     |  |
|                                                 | Luigi Filippo II, Duca d'Orléans | Luigi Filippo I, Duca d'Orléans             |                                                     |  |  |       |  |  |                                              |  |  |                                                     |  |
|                                                 | Luigi Filippo II, Duca d'Orléans | Luigi Filippo I, Duca d'Orléans             |                                                     |  |  |       |  |  |                                              |  |  |                                                     |  |
|                                                 | Luigi Filippo II, Duca d'Orléans | Principessa Luisa Enrichetta di Borbone     |                                                     |  |  |       |  |  |                                              |  |  |                                                     |  |
| Luigi Filippo I, Re dei Francesi                | Luigi Filippo II, Duca d'Orléans |                                             |                                                     |  |  |       |  |  |                                              |  |  |                                                     |  |
|                                                 |                                  | Principessa Luisa Maria Adelaide di Borbone | Luigi Giovanni Maria di Borbone, Duca di Penthièvre |  |  |       |  |  |                                              |  |  |                                                     |  |
|                                                 |                                  | Principessa Luisa Maria Adelaide di Borbone | Luigi Giovanni Maria di Borbone, Duca di Penthièvre |  |  |       |  |  |                                              |  |  |                                                     |  |
|                                                 |                                  | Principessa Luisa Maria Adelaide di Borbone | Principessa Maria Teresa di Modena                  |  |  |       |  |  |                                              |  |  |                                                     |  |
| Principessa Clementina d'Orléans                |                                  | Principessa Luisa Maria Adelaide di Borbone |                                                     |  |  |       |  |  |                                              |  |  |                                                     |  |
|                                                 |                                  | Ferdinando I delle Due Sicilie              | Carlo III di Spagna                                 |  |  |       |  |  |                                              |  |  |                                                     |  |
|                                                 |                                  | Ferdinando I delle Due Sicilie              | Carlo III di Spagna                                 |  |  |       |  |  |                                              |  |  |                                                     |  |
|                                                 |                                  | Ferdinando I delle Due Sicilie              | Principessa Maria Amalia di Sassonia                |  |  |       |  |  |                                              |  |  |                                                     |  |
| Maria Amalia di Borbone-Due Sicilie             |                                  | Ferdinando I delle Due Sicilie              |                                                     |  |  |       |  |  |                                              |  |  |                                                     |  |
|                                                 |                                  | Arciduchessa Maria Carolina d'Austria       | Francesco I, Sacro Romano Imperatore                |  |  |       |  |  |                                              |  |  |                                                     |  |
|                                                 |                                  | Arciduchessa Maria Carolina d'Austria       | Francesco I, Sacro Romano Imperatore                |  |  |       |  |  |                                              |  |  |                                                     |  |
|                                                 |                                  | Arciduchessa Maria Carolina d'Austria       | Maria Teresa d'Austria                              |  |  |       |  |  |                                              |  |  |                                                     |  |
|                                                 |                                  | Arciduchessa Maria Carolina d'Austria       |                                                     |  |  |       |  |  |                                              |  |  |                                                     |  |